# لیناردو تاتو
لیناردو تاتو (به پرتغالی: Leandro Ângelo Martins) مهاجم اهل برزیل است که در شهر Vitória و در تاریخ ۲۶ آوریل ۱۹۸۲ به دنیا آمده‌است.
لیناردو تاتو در تیم‌های فوتبال ناوال سابقهٔ حضور دارد.